# Твердислов, Константин Николаевич
Константин Николаевич Твердислов (1881—1937) — протоиерей РПЦ, священномученик.

## Биография
Родился 1 (13) мая 1881 года в Гороховце Владимирской губернии в семье почтальона Николая Васильевича Твердислова; мать — Александра Васильевна.
В 1896 году по первому разряду окончил Муромское духовное училище, в 1902 году — Владимирскую духовную семинарию со званием действительного студента, дающим право или поступить в Академию, или занять должность школьного учителя.
С августа 1902 по июнь 1904 года преподавал во второклассной школе села Давыдово Переславского уезда Владимирской губернии.
В июне 1904 года женился на Елене Николаевне Георгиевской (1885—?), дочери священника села Маймор Юрьевского уезда Владимирской губернии и 1 августа был рукоположён в сан пресвитера епископом Муромским Никоном (Рождественским) и определён к Воскресенской церкви города Юрьев-Польского, а впоследствии стал настоятелем этого храма, с 1907 года был также членом епархиального училищного совета.
Много проповедовал, Владимирские епархиальные ведомости часто публиковали его поучения, беседы и статьи нравственно-религиозного содержания. Одним из первых по епархии, по благословению архиепископа Владимирского и Суздальского Алексия (Дородницына), ввёл народное пение в храме.
Пастырские обязанности он совмещал с религиозно-педагогической деятельностью и общественным служением. Он состоял увещевателем по присутственным местам в Юрьеве-Польском (1904—1911). В обязанности его входило предупреждать подачу исков по гражданским делам. В разные годы он был также священником Юрьевской тюремной церкви и законоучителем арестантов (1904—1916); преподавал Закон Божий в одноклассной железнодорожной школе (1906—1910), в реальном училище (1910—1911) и частной прогимназии, преобразованной впоследствии в гимназию (1907—1916); заведовал церковноприходской школой при фабрике товарищества «Братья Овсянниковы и А. Ганшин с сыновьями» (1911—; входил в состав училищного совета и благотворительного «Общества вспомоществования нуждающимся ученикам Владимирского духовного училища и Семинарии». В 1910 году награждён набедренником, в 1916 — скуфьёй.
В 1916 году, на основании определения Святейшего Синода от 22-24 марта 1916 года, правлениям духовных академий дозволено было принимать в число студентов первого курса женатых священников. В том же году о. Константин поступил в Московскую духовную академию и переехал с семьей в Сергиев Посад. Однако, учиться фактически смог около года. В конце 1917 году у него было диагностировано малокровие, сопровождавшееся сильными головными болями и кровотечением из носу. Сдав экзамены за второй курс академии, в июле 1918 года он вернулся во Владимирскую епархию. Вначале он был назначен настоятелем одного из сельских приходов, а затем переведён в город Вязники — клириком кафедрального Казанского собора.
В 1928 году власти начали кампанию по закрытию Казанского собора, которае сопровождалась преследованием вязниковского духовенства. По постановлению секретного отдела Владимирского губернского отделения ОГПУ были арестованы епископ Вязниковский Герман (Ряшенцев); настоятель Казанского собора, протоиерей Александр Вознесенский и ещё несколько клириков и мирян (ключарь протоиерей И. Ф. Орфанов, староста И. Е. Онахриенко) — Константин Твердислов был арестован 16 декабря 1928 года.
Обвинялся в «чтении антисоветских проповедей», виновным себя не признал и 17 мая 1929 года особым совещанием при Коллегии ОГПУ был приговорен к трём годам ссылки в Сибирь. Отбывал ссылку в Нарымском крае, в селении Парабель; по окончании ссылки, 21 сентября 1932 года особое совещание приговорило его к лишению права проживания в двенадцати населенных пунктах Уральской области с определением места жительства сроком на три года в Тамбове. В 1934 году ему было разрешено вернуться в Вязники, где летом 1935 года он начал служить во Введенской церкви как заштатный священник. 
В мае 1937 года он получил письмо из Тамбова о том, что арестованы известные ему по Тамбовской ссылке священнослужители и это письмо стало поводом для обвинения его как активного члена «контрреволюционной группы церковников»; 17 августа 1937 года он был арестован и 27 сентября тройкой при УНКВД СССР по Ивановской области приговорён к расстрелу.
Расстрелян 1 октября 1937 года в Иваново. Похоронен на кладбище Балино, где в безвестных могилах производились захоронения расстрелянных.
Президиум Владимирского областного суда 23 ноября 1957 года снял с него обвинение по делу 1937 года, а 19 мая 1989 года прокуратура Владимирской области реабилитировала его за отсутствием состава преступления и по репрессии 1928 года.

## Канонизация
Определением Священного Синода Русской православной церкви от 7 октября 2002 года протоиерей Константин Твердислов был канонизирован в Соборе новомучеников  и исповедников Российских XX века (память 18 сентября, в Соборе святых Ивановской митрополии и в Соборе новомучеников и исповедников Церкви Русской).